# Bataille de Leuze
Guerre de la Ligue d'Augsbourg
Batailles
- Philippsbourg (1688)
- Sac du Palatinat (1689)
- Baie de Bantry (1689)
- Mayence (1689)
- Walcourt (1689)
- Fleurus (1690)
- Cap Béveziers (1690)
- La Boyne (1690)
- Limerick (1690)
- Staffarda (1690)
- Québec (1690)
- Coni (1691)
- Mons (1691)
- Leuze (1691)
- Aughrim (1691)
- La Hougue (1692)
- Namur (1692)
- Steinkerque (1692)
- Lagos (1693)
- Neerwinden (1693)
- La Marsaille (1693)
- Charleroi (1693)
- Saint-Malo (1693)
- Rivière Ter (1694)
- Camaret (1694)
- Texel (1694)
- Dieppe (1694)
- Bruxelles (1695)
- Namur (1695)
- Dogger Bank (1696)
- Carthagène (1697)
- Barcelone (1697)
- Baie d'Hudson (1697)

Le combat de Leuze ou combat de la Catoire a lieu le 19 septembre 1691 à Leuze-en-Hainaut, en Belgique actuelle. Ce combat d’arrière-garde est l'une des plus fameuses victoires de la cavalerie française dans la guerre de la Ligue d'Augsbourg.
Cette bataille est restée dans les mémoires des contemporains, en raison de la forte infériorité numérique avec laquelle les troupes françaises ont remporté la victoire (vingt-deux escadrons  de cavalerie en ont mis soixante-douze en déroute), et de la manière dont les troupes de la Maison militaire, et principalement les Garde du corps, se sont illustrées au cours de la charge.

## Histoire
Le maréchal de Luxembourg, qui se trouve à proximité de Tournai, envoie Marsilly en reconnaissance. Celui-ci lui apprend que le corps principal de l'armée alliée est en train de s'éloigner, ne laissant qu'une arrière-garde de cavalerie à Leuze (aujourd'hui Leuze-en-Hainaut).

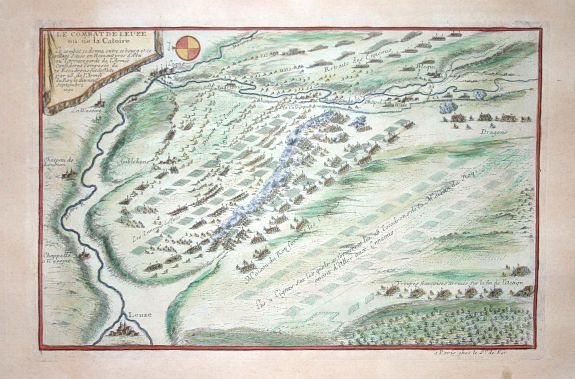
Plan du Combat de Leuze.

Persuadé que la campagne de 1691 était terminée, Guillaume III, a regagné l'Angleterre, et le prince de Waldeck prépare ses quartiers d'hiver.
Luxembourg agit immédiatement. Il envoie un détachement de la cavalerie de la Maison militaire du roi suivre les mouvements du corps principal et, avec les escadrons de Villars et de Marsilly, attaque sans avertissement. N'utilisant que leurs épées, les cavaliers d’élite chargent la cavalerie alliée, pourtant bien supérieure en nombre, mais qui, par manque d'espace, ne peut se déployer. On voit ainsi un escadron se partager en trois pour affronter trois escadrons ennemis, et les battre. Cette troupe d’élite ne se désunit jamais, malgré les pièges du terrain irrégulier, et garde ainsi toujours un avantage sur ses adversaires.
Au cœur de l'action, Luxembourg doit défendre chèrement sa personne. Le combat ne dure que 2 heures et se termine par une victoire des Français. La cavalerie alliée ne doit son salut qu'à l'intervention de renforts envoyés par Waldeck. Cependant, la cavalerie française paie cher son attaque en infériorité numérique : les gardes perdent le tiers de leurs effectifs, les chevau-légers le quart.

## Forces en présences

### Troupes françaises
- Gardes du corps : 8 escadrons (2 par compagnie)
- Gendarmes de la garde : 1 escadron
- Chevau-légers : 1 escadron
- Grenadiers à cheval : 1 escadron (de taille très réduite puisque comprenant l'intégralité de la compagnie, qui comptait alors soixante-dix maîtres)
- Gendarmerie : 8 escadrons
- Carabiniers : 3 escadrons

À ces vingt-deux escadrons s'ajoutent deux régiments de dragons, soit six escadrons, qui n'ont pas participé au combat de cavalerie principal, mais qui ont combattu pied-à-terre cinq bataillons ennemis postés derrière des haies et des marais, et qui menaçaient l'arrière-garde française.